# Gustáv Mallý

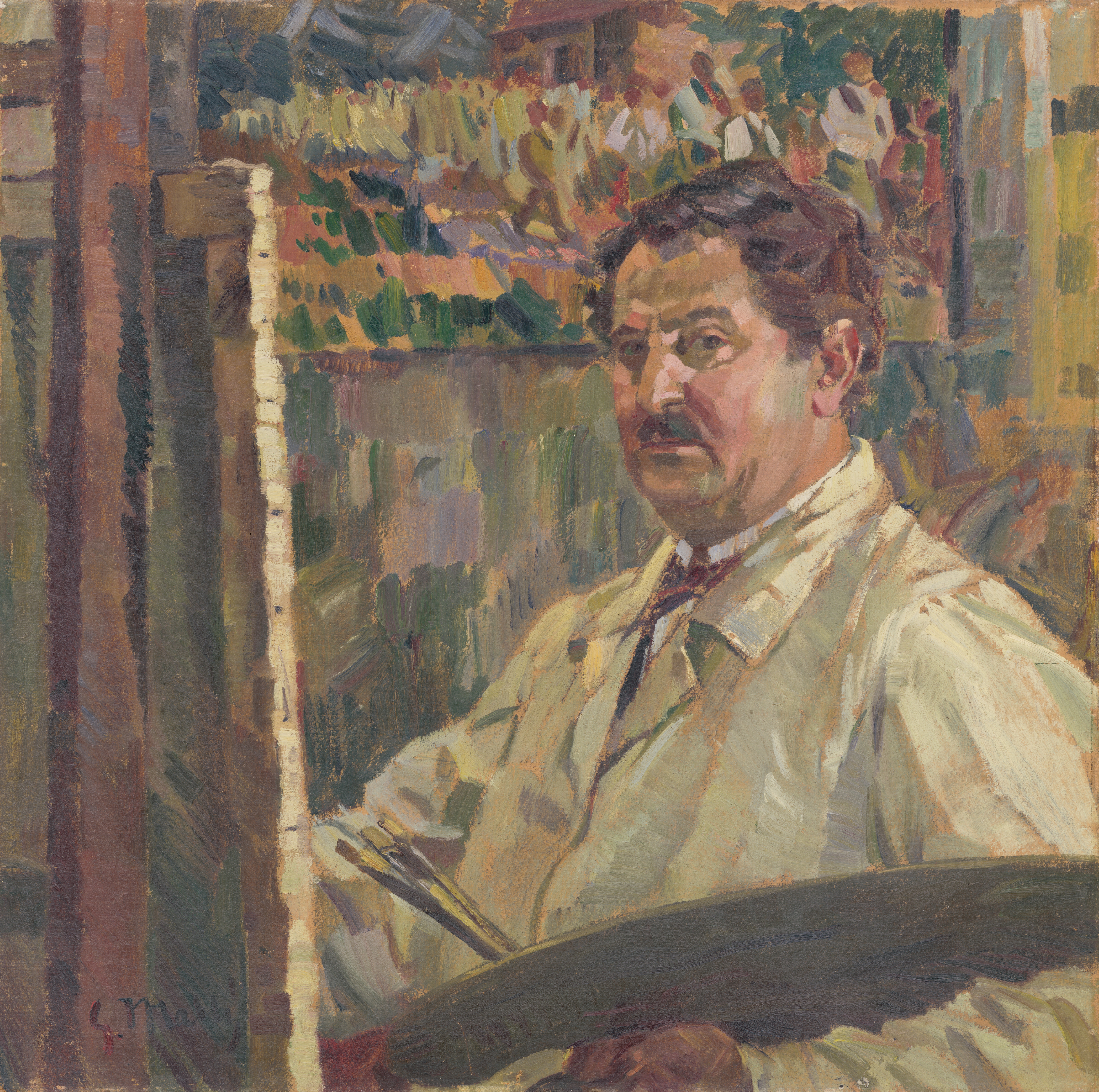
Gustáv Mallý, Autoritratto

Gustáv Mallý (Vienna, 21 maggio 1879 – Bratislava, 3 agosto 1952) è stato un pittore slovacco.

## Biografia

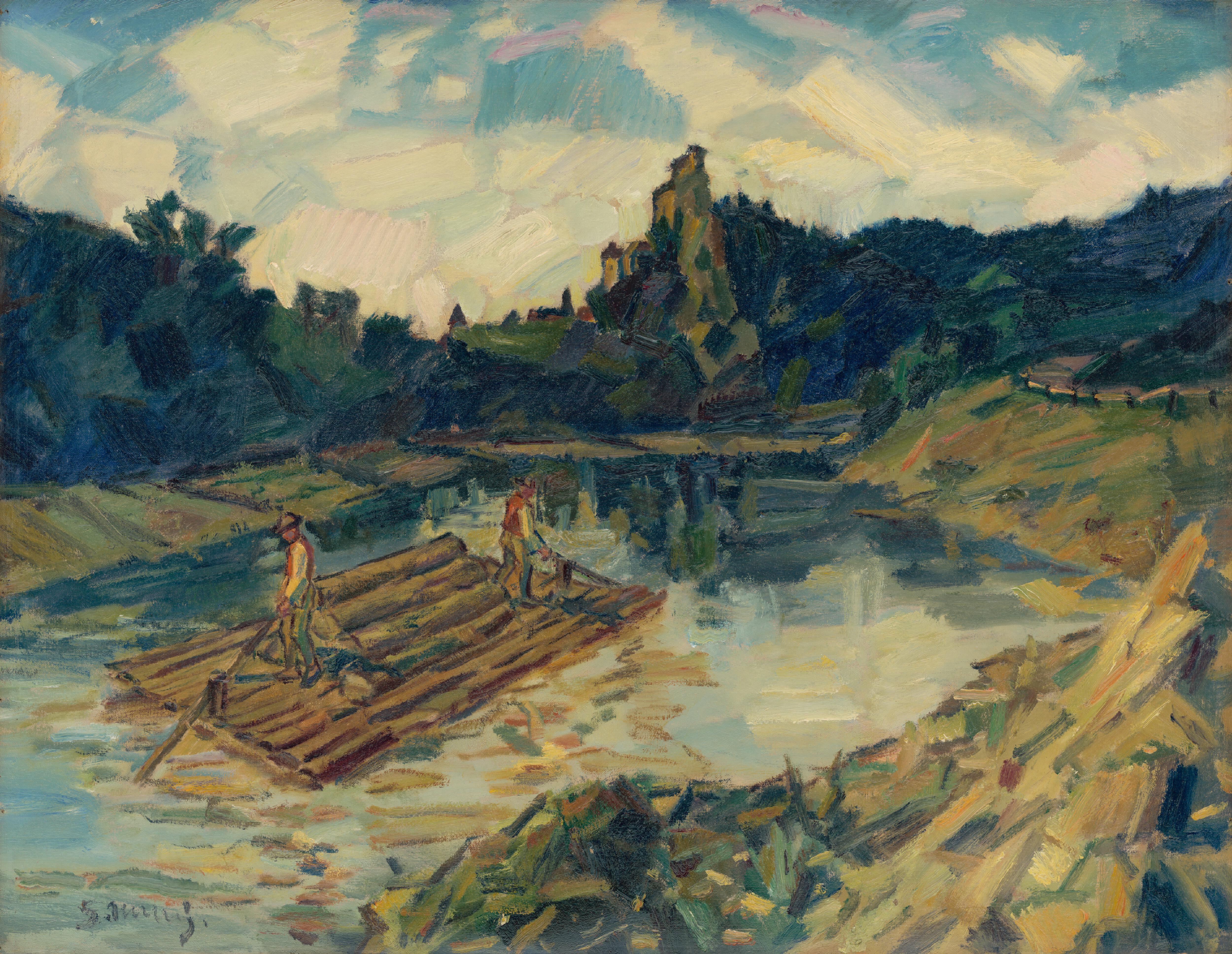
Gustáv Mallý, Piloti di una zattera. Sul fiume Orava

Nacque a Vienna da genitori slovacchi, a sette anni fece ritorno in patria e si stabilì con la famiglia a Skalica. Ricevette la prima formazione artistica dal 1894 al 1896 presso l'atélier del pittore Karel Záhorský a Praga, dal 1896 al 1898 frequentò sempre a Praga la Scuola artistico-industriale e successivamente dal 1898 al 1900 l'Accademia di arti figurative di Dresda. Fra il 1901 e il 1902 compì un viaggio di formazione negli Stati Uniti. Dopo gli studi si ammogliò e visse per un breve periodo a Trlinok (oggi Vinosady); dal 1908 si stabilì a Pezinok.
Nel 1903 con Jaroslav Augusta ed Emil Pacovský fondò il Gruppo di pittori ungheresi-slovacchi di Žilina e allestì la prima mostra.
Nel 1911 stabilì una scuola privata di pittura a Bratislava, in cui ebbe come allievi Ľudovít Fulla, Koloman Sokol, Ján Mudroch, Ján Želibský, Cyprián Majerník e Lea Mrázová.
Nel 1919 fu tra i fondatori a Martin dell'Unione degli artisti slovacchi (Spolka slovenských umelcov) e nel 1921 fu tra i fondatori della Conferenza artistica slovacca di Bratislava (Umelecká beseda slovenská). 
Fra il 1931 e il 1939 espose le sue opere in alcune mostre in diverse città slovacche. Nel 1941 grazie a Martin Benka fu nominato capo del dipartimento di disegno e pittura dell'Università tecnica slovacca di Bratislava. Nel 1946 divenne professore di educazione figurativa alla facoltà pedagogica dell'Università Comenio di Bratislava, ma nel 1949 dovette abbandonare l'insegnamento a causa delle cattive condizioni della sua salute. 
Morì a 73 anni e fu sepolto nel Cimitero Martinský di Bratislava.

## Opere

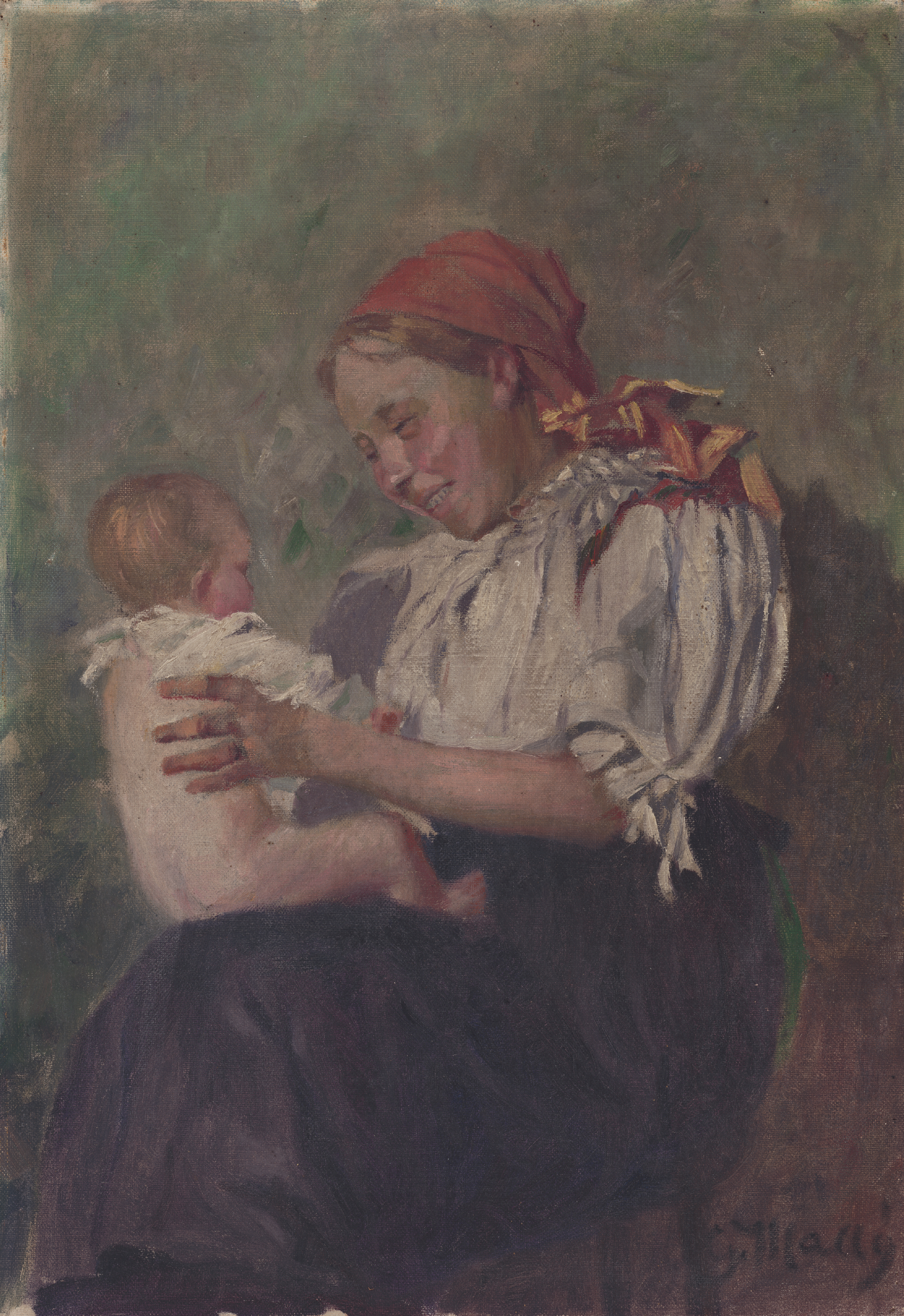
Gustáv Mallý, Madre e figlio

L'unico tema dell'arte di Gustáv Mallý fu agli esordi la Slovacchia, in particolare l'uomo in rapporto al movimento risorgimentale, in un contesto di forte idealizzazione (1906 - 1910). Una nuova fase fra gli anni 1918 e 1922 lo vede rivolgersi a forme di attenzione ai problemi sociali. Nel periodo dal 1929 al 1930 Mallý si dedica a opere con molte figure. Gli anni 1930 coincidono con la fase più alta dell'opera di Mallý, nella quale esprime i propri sentimenti con un libero linguaggio pittorico. Tende alla concezione monumentale di Benka, ma senza eroismo. Si concentra sulla composizione delle figure.
Il tema della maternità (1937 - 1938) diviene un fenomeno dell'espressione del sentimento nazionale slovacco. Negli anni 1940 le sue opere tendono alla sintesi. Gustáv Mallý riscopre la realtà slovacca, liberandosi da un approccio romantico. 
Le sue opere sono esposte alla Galleria nazionale slovacca di Bratislava, nell'esposizione permanente di pittura 1918-1945.

## Riconoscimenti
- 1933 - Riconoscimento d'onore alla mostra di Varsavia
- 1936 - Premio Kupecký della città di Bratislava
- 1939 - Premio nazionale Štefánik